# Mrežna sklopka
Mrežna sklopka (eng. network switch) je mrežni uređaj čija je prvobitna funkcija filtriranje, prosljeđivanje i distribucija podatkovnih okvira na temelju odredišne adrese svakog paketa. Sve sklopke djeluju barem na Data Link sloju (L2).